# Sergej Michalkov
 Sergej Michalkov  (Серге́й Влади́мирович Михалко́в), född 13 mars 1913 i Moskva, död 27 augusti 2009 Moskva, var en sovjetisk dramatiker och författare av fabler och barnböcker. Han skrev också texten till den sovjetiska, och senare även den ryska, nationalsången Ryska federationens hymn.
Asteroiden 9540 Mikhalkov är uppkallad efter honom.